# 五社神社 (埼玉県宮代町)
五社神社（ごしゃじんじゃ）は、埼玉県南埼玉郡宮代町の神社。

## 歴史
奈良時代に創建された。道を挟んで隣にある旧別当寺の西光院を開山した行基によって創建されたものである。
別当寺の西光院の火事のため、当社の中世期の記録を失っている。当社の本殿や拝殿は、1974年（昭和49年）の解体修理時の調査で、江戸時代前期に建てられたとみられている。
当社には「みかん投げ」という行事がある。毎年2月14日の夜、集まってきた人たちにみかんを投げるというもので、そのみかんを食べると風邪をひかないというご利益があるという。

## 文化財
- 五社神社本殿（埼玉県指定有形文化財 昭和37年3月10日指定）[3]

## 交通アクセス
- 東武伊勢崎線（東武スカイツリーライン）姫宮駅より徒歩11分。